# Brée
Brée é uma comuna francesa na região administrativa da Pays de la Loire, no departamento de Mayenne. Estende-se por uma área de 16,41 km². Em 2010 a comuna tinha 556 habitantes (densidade: 33,9 hab./km²).